# پیکان ۳

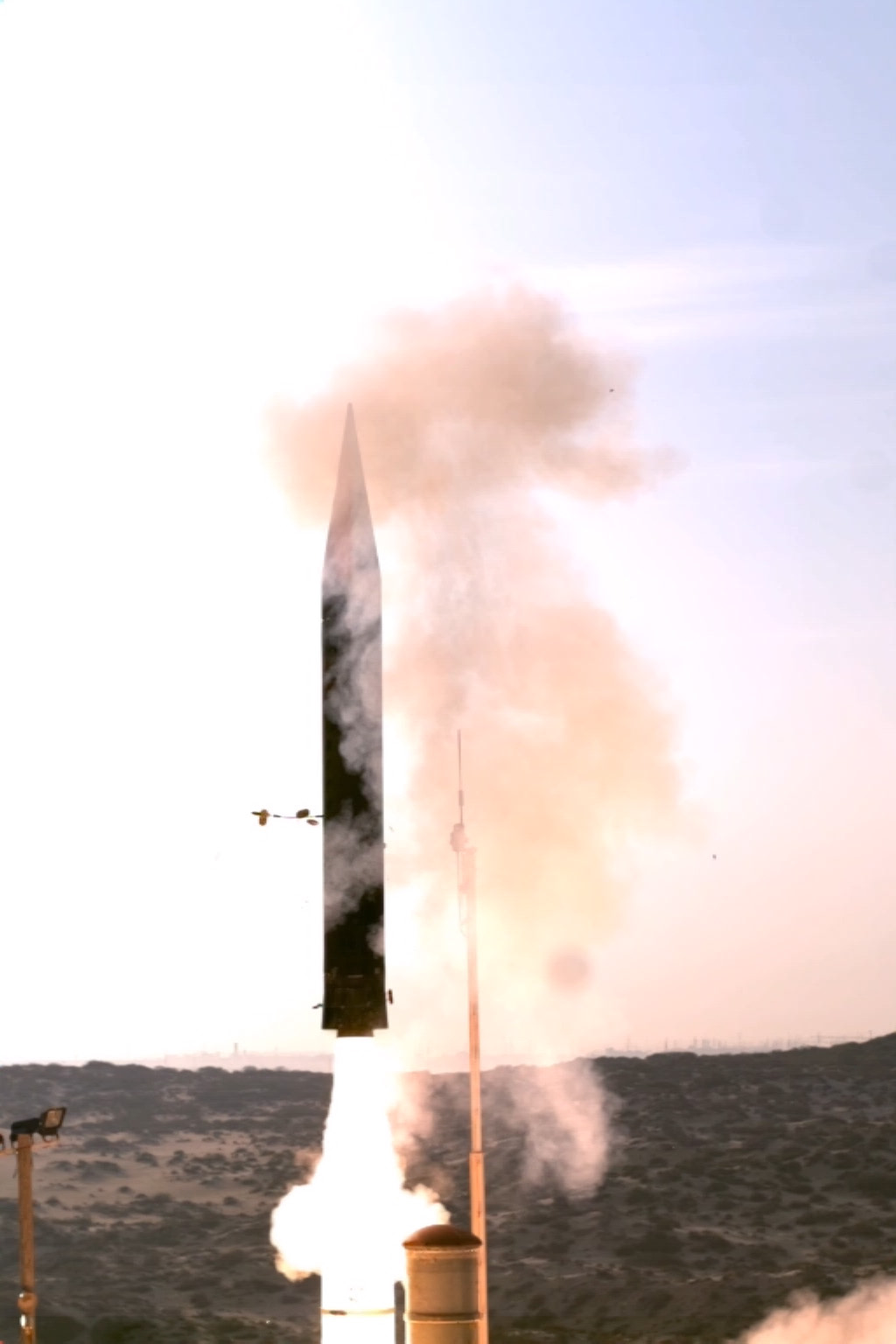
یک فروند پیکان ۳ در حال پرتاب در ژاویه ۲۰۱۴.

ختس (پیکان) ۳ نوعی سیستم ضد موشک بالیستیک می باشد که به‌صورت مشترک توسط شرکت صنایع هوایی اسرائیل و شرکت بویینگ امریکا طراحی و ساخته شده است.